# Distrito de Jaipur
Jaipur (en hindi: जयपुर) es un distrito de la India en el estado de Rajastán. Código ISO: IN.RJ.JP.
Comprende una superficie de 11152 km².
El centro administrativo es la ciudad de Jaipur.

## Demografía
Según censo 2011 contaba con una población total de 6663971 habitantes, de los cuales 3 173 184 eran mujeres y 3 490 787 varones.